# Weissia meylanii
Weissia meylanii là một loài rêu trong họ Pottiaceae. Loài này được (J.J. Amann) Mönk. mô tả khoa học đầu tiên năm 1927.